# Gonomyia (Paralipophleps) aitkeni
Gonomyia (Paralipophleps) aitkeni is een tweevleugelige uit de familie steltmuggen (Limoniidae). De soort komt voor in het Neotropisch gebied.